# استفان مایسنر
استفان مایسنر (انگلیسی: Stefan Meissner؛ زادهٔ ۸ مارس ۱۹۷۳) بازیکن فوتبال اهل آلمان است.
از باشگاه‌هایی که در آن بازی کرده‌است می‌توان به باشگاه فوتبال وولفسبورگ، باشگاه فوتبال کارلسروهه، باشگاه فوتبال آینتراخت برانشوایگ، و باشگاه فوتبال کمنیتس اشاره کرد.
وی همچنین در تیم ملی فوتبال زیر ۲۱ سال آلمان بازی کرده‌است.